# OK Computer
OK Computer es el tercer álbum de estudio de la banda británica de rock alternativo Radiohead, lanzado el 21 de mayo de 1997 a través de las subsidiarias de EMI Parlophone y Capitol Records. Radiohead produjo el álbum en forma independiente junto a Nigel Godrich, procedimiento que luego repitieron para álbumes posteriores. Excepto por la canción «Lucky», grabada en 1995, el resto de los temas fue grabado en la zona rural de Oxfordshire y Bath, durante 1996 y principios de 1997, mayoritariamente en la mansión solariega St Catherine's Court. La banda se distanció del estilo de su anterior disco, The Bends, en el que predominaba la guitarra y las letras introspectivas. En OK Computer se observan letras abstractas, un sonido denso, con varias capas, e influencias eclécticas, lo cual sentó las bases para el trabajo posterior del grupo, más experimental. 
El álbum presenta un mundo azotado por el creciente consumismo, la alienación social, el aislamiento emocional y malestar político. Por esta razón, se ha considerado que OK Computer ha tenido una comprensión profética del estilo de vida del siglo XXI. La banda utilizó técnicas de producción no convencionales, como por ejemplo el uso de la reverberación natural que se produce al grabar en una escalera, y evitar la separación de sonido. Las secciones de cuerdas se grabaron en los Abbey Road Studios; el guitarrista Ed O'Brien estimó que el ochenta por ciento del álbum se grabó en directo.
A pesar de que EMI estimaba que las ventas serían escasas debido a su naturaleza poco comercial, además de su dificultad para ser comercializado, OK Computer alcanzó el número uno en las listas británicas de álbumes y marcó el ingreso del grupo en el mercado estadounidense, donde debutó en el número 21 del Billboard 200, la posición más alta que había ocupado hasta esa fecha un disco de Radiohead. El álbum amplió la popularidad de la banda en todo el mundo, y ha sido certificado quíntuple platino en el Reino Unido (BPI),  doble platino en los Estados Unidos (RIAA), y platino en Australia. Vendió 7,8 millones de copias en todo el mundo. Las canciones «Paranoid Android», «Karma Police», «Lucky» y «No Surprises» se lanzaron como sencillos.
El álbum ha recibido la aclamación unánime de la crítica desde su lanzamiento, y ha sido catalogado por los críticos musicales como uno de los mejores álbumes de la historia y como una obra maestra del rock moderno. De hecho, varias listas tanto de críticos como de encuestas populares lo consideran uno de los mejores de la historia y lo han comparado con The Dark Side of the Moon de Pink Floyd o Sgt. Pepper's Lonely Hearts Club Band y Abbey Road de The Beatles.
Fue nominado a «álbum del año» y ganó el premio a «mejor álbum de música alternativa» en los premios Grammy de 1998. También fue nominado a «mejor álbum británico» en los premios Brit de ese mismo año. Este disco inició una transformación de estilo en el rock británico, que se alejó del britpop y se orientó más al rock alternativo más melancólico y atmosférico que predominó en la siguiente década. En 2014, la Biblioteca del Congreso de Estados Unidos lo incluyó en su Registro Nacional de Grabaciones por ser «cultural, histórica o estéticamente significativo». 
En 2017 se lanzó una versión remasterizada con lados B y pistas inéditas, denominada OK Computer OKNOTOK 1997 2017, para conmemorar el vigésimo aniversario de su publicación. Dos años después, como respuesta a una filtración, Radiohead lanzó MiniDiscs (Hacked), que consiste en una compilación de dieciséis horas de demos, ensayos, interpretaciones en directo y otro material relacionado con OK Computer.

## Antecedentes

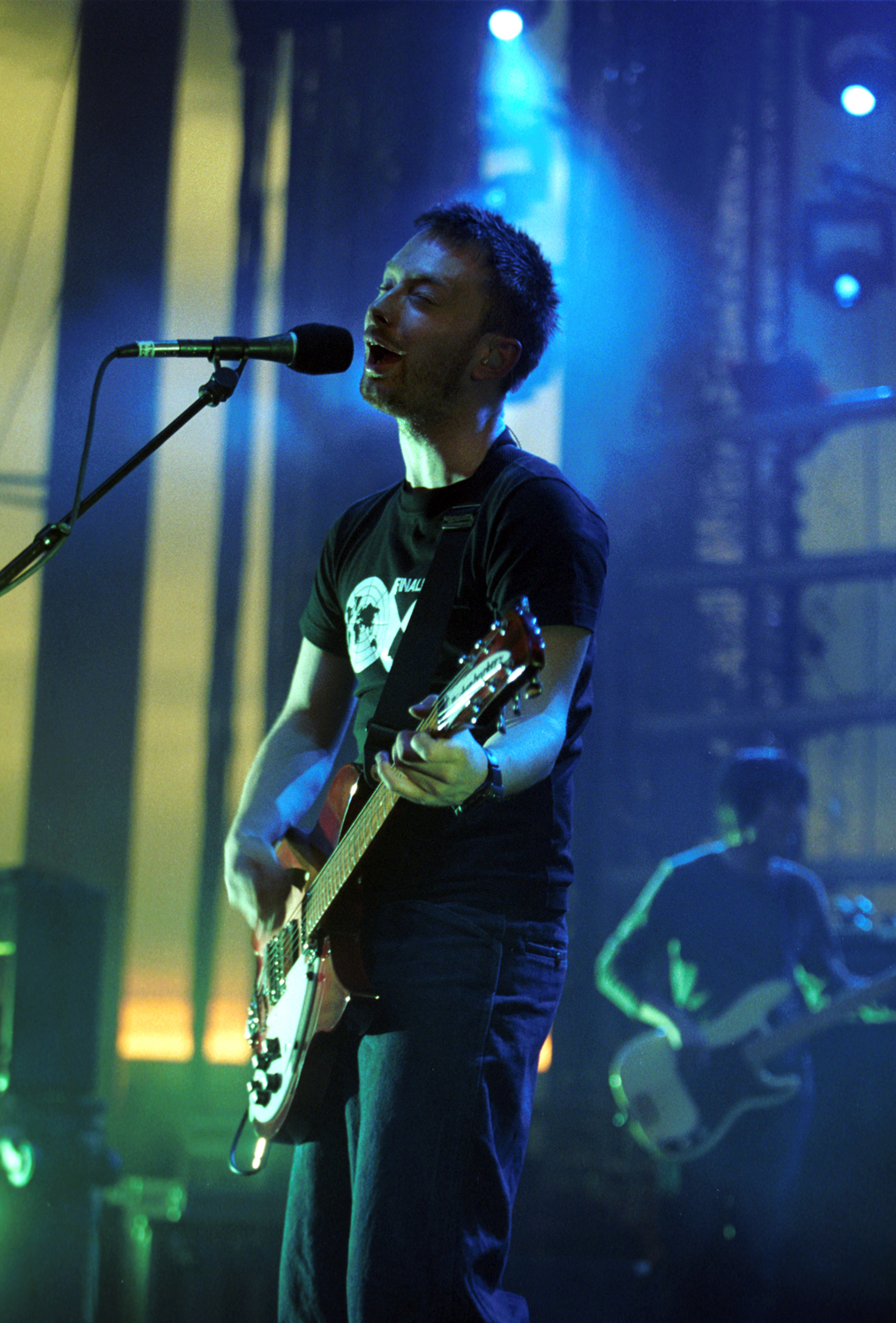
Thom Yorke (en la imagen) y la banda buscaron crear música menos melancólica con respecto a su anterior álbum, The Bends.

En 1995, Radiohead salió de gira para promocionar su segundo álbum de estudio, The Bends. En mitad del evento, Brian Eno les solicitó que contribuyeran con una canción para The Help Album, un disco de caridad planeado por War Child. Este álbum iba a ser grabado en un solo día, el 4 de septiembre de 1995, y lanzado esa misma semana. Radiohead grabó «Lucky» en cinco horas con el ingeniero Nigel Godrich, que había asistido al productor John Leckie con The Bends y había producido varios lados B de la banda. Godrich afirmó sobre la sesión: «Estas cosas son las más inspiradoras, cuando haces cosas realmente rápido y no hay nada que perder. Terminamos bastante eufóricos. Así que luego de hacer un breve informe de trabajo, estaba casi esperando poder involucrarme en el siguiente álbum». El cantante Thom Yorke afirmó que «Lucky» moldeó el sonido y el ambiente incipientes de su siguiente obra: «"Lucky" era el reflejo de lo que queríamos hacer, fue como la primera marca en la pared».
En enero de 1996, como la gira le había parecido agotadora, la banda tomó un descanso y expresó su deseo por cambiar el estilo musical y lírica de su anterior álbum. El baterista Phil Selway comentó que «The Bends fue un álbum introspectivo [...] Había un montón de introspección. Hacer eso de nuevo en otro álbum sería terriblemente aburrido». Por su parte, Yorke afirmó: «Podríamos recurrir a hacer otro álbum con letras miserables, morbosas y negativas, pero no quiero, para nada. Y estoy escribiendo deliberadamente todas las cosas positivas que escucho o veo. No soy capaz de convertirlas en música aún y no quiero simplemente forzarlo».
El éxito comercial y la buena recepción de la crítica de The Bends le dio a Radiohead la confianza para autoproducir su tercer álbum. Su discográfica, Parlophone, les dio un presupuesto de 100 000 libras esterlinas para comprar equipo de grabación. El bajista Colin Greenwood afirmó que «el único concepto que teníamos para este disco era que queríamos grabarlo fuera de la ciudad, y esperábamos grabarlo por nuestra propia cuenta». Según el guitarrista Ed O'Brien: «Todos decían, "venderán seis o siete millones [de copias] si publican una segunda parte de The Bends, y nosotros pensábamos, "iremos en contra de eso y haremos lo opuesto"». A varios productores, entre ellos a Scott Litt, se les ofreció un puesto para trabajar en el álbum, pero la banda estaba entusiasmada con el trabajo de Godrich en sus sesiones. Prepararon las sesiones de grabación comprando sus propios equipos, aunque consultaban a Godrich para pedirle consejos sobre qué adquirir. De hecho, le compraron una placa de reverberación al cantautor Jona Lewie. A pesar de que Godrich había querido enfocar su carrera en la música de baile electrónica, finalmente dejó atrás su papel de asesor para convertirse en el coproductor del álbum.

## Grabación

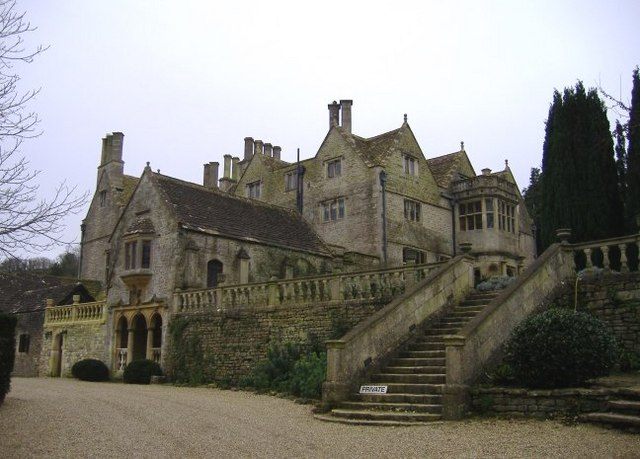
La mayor parte del disco se grabó en la Corte de Santa Catalina entre septiembre y octubre de 1996

A principios de 1996, Radiohead grabó demos para su tercer álbum de estudio en los Chipping Norton Recording Studios, en Oxfordshire, donde había grabado en 1992 su primer disco, Pablo Honey. En julio comenzaron los ensayos y la grabación de OK Computer en el estudio Canned Applause, un cobertizo cerca de Didcot, en la misma localidad. A pesar de no tener la presión de la fecha límite, que había llenado de ansiedad a la banda durante la grabación de The Bends, tuvieron dificultades, que Selway atribuyó a la elección de autoproducir su material: «Saltábamos de canción en canción, y cuando se nos empezaron a acabar las ideas, pasábamos a otra canción [...]. Lo más estúpido era que cuando estábamos cerca de terminarlas pasábamos a otra, porque habíamos trabajado mucho en ellas».
Fue el primer intento de la banda para trabajar fuera del entorno de un estudio convencional. Colin Greenwood afirmó: «Teníamos este prototipo de estudio-móvil donde podíamos tomar todo dentro del estudio para capturar aquellos entornos naturales. Grabamos aproximadamente el 35 % del álbum en nuestro propio espacio de ensayo. Había que orinar en la esquina porque ahí no había retretes ni agua corriente. Estábamos en medio de la naturaleza rural. Tenías que ir a la ciudad para encontrar algo de comer».
A fin de evitar la tensión que acompañó las sesiones de grabación de The Bends, EMI no impuso una fecha límite para la banda. Aún se toparon con problemas a los que Selway atribuye a su elección para producir el álbum ellos mismos. Los cinco miembros tenían opiniones diferentes sobre como iba a ser la función de igualdad en la producción, con Yorke teniendo «la voz tan alta», según el guitarrista Ed O'Brien. Eventualmente decidieron que Canned Applause era un lugar de grabación insatisfactorio, que Yorke adjudicó a lo cerca que estaba de sus casas, y el guitarrista Jonny Greenwood los adjudicó a su falta de instalaciones de comedor y cuarto de baño. A pesar de estas dificultades, la banda había casi terminado la grabación de cuatro canciones —«Electioneering», «No Surprises», «Subterranean Homesick Alien», y «The Tourist»— cuando abandonaron Canned Applause. La banda ya había grabado «Lucky» para The Help Album, un álbum caritativo de 1995. A petición de su discográfica, la banda tomó un descanso de las grabaciones para embarcarse en una gira estadounidense de 13 fechas, como teloneros de Alanis Morissette, fue donde presentaron las primeras versiones de varias de sus nuevas canciones. Durante la gira de verano de 1996, una de las canciones nuevas, «Paranoid Android», se formó tomando como inspiración el tema Happiness Is a Warm Gun de The Beatles y evolucionó a partir de un tema de catorce minutos que contaba con largos solos de órgano, a uno más cercano a los seis y medio minutos para la versión de OK Computer,.
Volvieron a las sesiones de grabación en septiembre de 1996 en la Corte de Santa Catalina, una mansión histórica cerca de Bath y propiedad de la actriz Jane Seymour. Se hizo un uso peculiar de las diferentes habitaciones y ambientes que ofrecía la casa, las voces en «Exit Music (For a Film)» cuentan con un efecto de eco que fue logrado a causa de su grabación en una escalera de piedra, y «Let Down» fue grabado a las 3:00 a. m. en un salón de baile. El aislamiento del mundo exterior permitió a la banda trabajar a un ritmo diferente, con horarios de trabajo más flexibles y espontáneos. O'Brien dice que la mayor presión era en realidad poder complementarla [la grabación]. No dimos ningún plazo y tuvimos total libertad para hacer lo que queríamos. Nos fuimos retrasando porque estábamos un poco asustados del material que estaba realmente terminado. Yorke estaba satisfecho con la calidad de las grabaciones hechas en la mansión, y más tarde declaró: «En una enorme casa, no tienes porque padecer de la terrible 'masterización' de los años 80 [...] No había ninguna necesidad para que todo fuera completamente continuo y que cada instrumento se grabara por separado.» O'Brien estaba igualmente satisfecho con las grabaciones, calculando que el 80% del álbum fue grabado en vivo y señaló «Odio hacer overdubs, porque simplemente no se siente natural [...] Algo especial ocurre cuando estas tocando en vivo; mucho de ello es sólo mirarse el uno al otro y saber que hay otras cuatro personas haciendo su mayor esfuerzo.»
La banda regresó a Canned Applause en octubre para ensayar, y completaron la mayor parte del álbum durante futuras sesiones en la Corte de Santa Catalina. Por Navidad, habían reducido la lista de canciones a 14 pistas. Las secciones de cuerdas fueron grabadas en los Estudios Abbey Road en Londres en enero de 1997. El álbum fue masterizado en ese mismo lugar, se trabajó en la mezcla durante los próximos dos meses en varios estudios alrededor de la ciudad.

## Estilo musical y temas

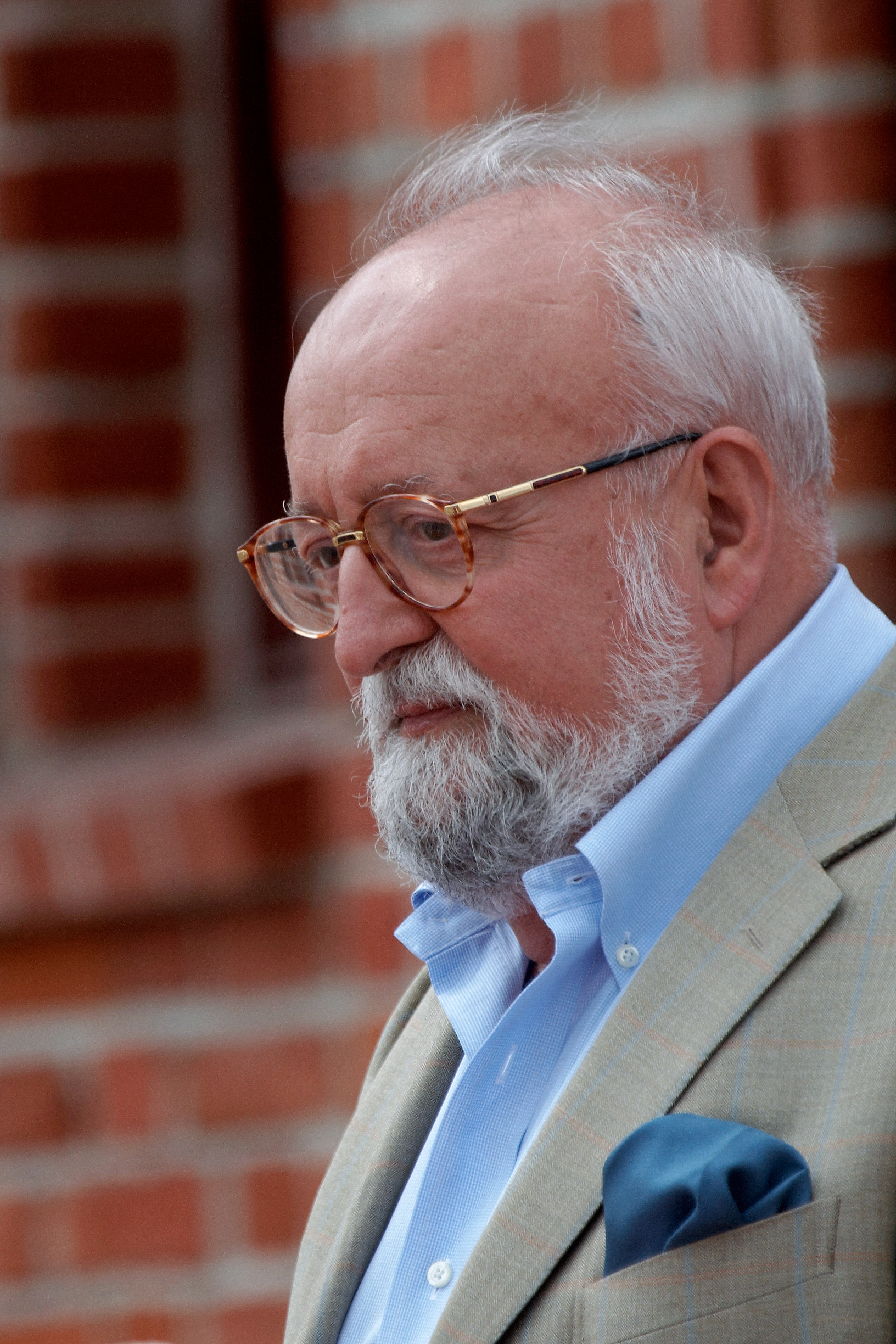
Krzysztof Penderecki (2008)

Yorke explicó que el sonido «increíblemente denso y terrorífico» del álbum Bitches Brew
del compositor de jazz Miles Davis fue su punto de partida para la grabación. Describió el sonido de Bitches Brew a Q: «Aumentaba algo y veías como de repente comenzaba a disminuir, eso es lo bello de este álbum. Esa era la esencia que estábamos tratando hacer con OK Computer.» La banda también señaló  la influencia de las bandas sonoras de los compositores Ennio Morricone y Krzysztof Penderecki, cuya música Yorke describió como «atmosférica, atonal y curiosa». Así como los álbumes  Sgt. Pepper's Lonely Hearts Club Band y el álbum homónimo de The Beatles. Yorke describió al sonido que la banda esperó conseguir con el álbum como «una atmósfera que es quizás un poco chocante la primera vez que la oyes, pero sólo tan sorprendente como la atmósfera de Pet Sounds de The Beach Boys». La banda utilizó diversos instrumentos, incluyendo el piano eléctrico, el mellotrón, el chelo y otros instrumentos de cuerdas, el glockenspiel, y efectos electrónicos. La mayoría de las voces de Yorke en OK Computer fueron las primeras tomas; el cantante explicó que si hacía nuevas pruebas después de la toma inicial «Comenzaría a imaginármelas y realmente sonarían muy flojas».
Yorke en lo personal describió un cambio en sus letras desde The Bends: En este álbum, «el mundo exterior se convirtió en todo lo que había [...] Estaba tomando película instantánea de las cosas que a mi alrededor se movían demasiado rápido.»
También dijo que «Fue como si hubiera una cámara secreta en una habitación, y mirara a la persona caminando - una persona diferente para cada canción. La cámara no es del todo mía. Es neutral, sin emociones. Pero no del todo sin emociones. De hecho, todo lo contrario,» y que «La música de OK Computer es extremadamente inspiradora. Esto solamente cuando lees las palabras de otra manera.» Los temas en los que se desarrolla el álbum incluyen el transporte, la tecnología, la locura, la muerte, la vida moderna en el Reino Unido, la globalización, y la objeción política al capitalismo. Radiohead ha declarado que aunque las canciones tienen temas comunes, cualquier relación entre las historias fueron intencionales y no consideren a OK Computer un álbum conceptual. Sin embargo, declararon que el álbum fue destinado para ser escuchado en conjunto. O'Brien dijo: «Pasamos dos semanas enlistando las canciones del álbum. El contexto de cada canción es realmente importante [...] No es un álbum conceptual, pero hay cierta continuidad.»
«Airbag», la canción de apertura del álbum, estaba inspirada en DJ Shadow y cuenta con un sonido electrónico en la batería de apenas unos segundos de duración, grabados con la ejecución de batería de Selway. La banda editó la pista de batería con una Akai S3000XL, utilizando una computadora Macintosh, y aceptaron que no se aproximaron mucho al estilo de Shadow debido su propia inexperiencia haciendo música electrónica. La línea del bajo en «Airbag» se detiene y comienza de forma inesperada, y de acuerdo con Colin Greenwood «Yo pensé que probablemente más tarde cubriría los espacios con algo, pero nunca lo hice.» La canción hace referencia a accidentes automovilísticos y la reencarnación, se inspiraron en un artículo de una revista titulado «Una bolsa de aire (airbag) salvó mi vida» y el Libro Tibetano de los Muertos. Yorke escribió «Airbag» bajo «el concepto de que cada vez que sales a la carretera podrías ser asesinado.» «Paranoid Android», la grabación de estudio más larga de la banda con una duración de 6:23, tiene una estructura de múltiples secciones poco convencional inspirada en las canciones «Happiness Is a Warm Gun» de The Beatles así como a Pixies, a quien Yorke considera «las mejores bandas de siempre». Colin Greenwood dijo que la canción es «una broma, algo para divertirnos, juntar múltiples piezas y luego ver cómo quedaban juntas.» La canción fue escrita por Yorke después de una noche desagradable en un bar de Los Ángeles, en particular, cuando una mujer reaccionara violentamente después de que alguien derramara una copa sobre ella. Su título y la letra hacen referencia a Marvin, el androide paranoide de la radio-comedia de Douglas Adams The Hitchhiker's Guide to the Galaxy.
El uso de teclados eléctricos en «Subterranean Homesick Alien» es un ejemplo de los intentos de la banda a emular el ambiente de Bitches Brew. La canción también está inspirada en la composición de Bob Dylan «Subterranean Homesick Blues», sin embargo, «Subterranean Homesick Alien» tiene una trama de ciencia ficción en la que el aislado narrador anhela ser abducido por extraterrestres para ver «el mundo como me gustaría verlo».
La novela Romeo y Julieta de William Shakespeare, particularmente la adaptación al cine de 1968, inspiró la letra de «Exit Music (For a Film)». La canción fue hecha para la adaptación de Baz Luhrmann, Romeo + Julieta, y fue reproducida durante los créditos finales. También estuvo influenciada por Morricone, aunque Yorke también la ha comparado con las canciones del álbum At Folsom Prison de Johnny Cash. «Let Down» cuenta con prominentes arpegios de guitarras y piano eléctrico e incluye un solo de guitarra de Jonny Greenwood en un compás diferente al que la canción está escrita; O'Brien describió la canción como «un guiño de Phil Spector». La letra de la canción menciona bichos aplastados y son acerca de «esa sensación que tienes cuando estas en el tránsito pero no tienes el control de este — solo pasas por miles de lugares y miles de personas y estas completamente excluido del mismo.» El título y la letra de «Karma Police» proceden de una broma común de los miembros de la banda, en la que llamarían «el karma del policía» a cada persona que hiciera algo malo. La canción se divide en dos secciones y es sobre todo en torno a la guitarra acústica y piano, con una progresión de acordes similar a la de «Sexy Sadie» de The Beatles.
«Fitter Happier», que inicia la segunda mitad del álbum, consiste en música de muestra y sonido ambiental con la letra recitada en un sintetizador de voz de la aplicación SimpleText. Escrita después de un período de bloqueo de escritor, «Fitter Happier» fue descrita por Yorke como una lista de mensajes publicitarios de la década de 1990, a lo que consideró «lo más inquietante que he escrito.» «Electioneering», que cuenta con un cencerro y un solo de guitarra distorsionado, ha sido comparada con el estilo más rock de la banda en Pablo Honey. Estaba inspirada en los escritos de Noam Chomsky— Yorke comparó su letra, que se enfoca en temas de compromiso político y artístico, a «un predicador despotricando al frente de un montón de micrófonos.» La siguiente pista, «Climbing Up the Walls», se caracteriza por sus ruidos ambientales como insectos y una batería «metálica». La canción contiene una sección de cuerdas, compuesta por Jonny Greenwood y escrita para 16 instrumentos, inspirado en la composición de Penderecki Treno a las Víctimas de Hiroshima; Greenwood dijo que la canción «me puso muy emocionado la idea de hacer una sección de cuerdas que no suene como 'Eleanor Rigby', que es como todas las secciones de cuerdas han sonado en los últimos 30 años.» La canción es sobre «el monstruo del armario», en la que Yorke se basó de un breve trabajo como camillero en un hospital mental, y un artículo del New York Times sobre asesinos en serie para componerla.
«No Surprises», uno de los temas menos agresivos del álbum, fue elaborada con guitarra eléctrica inspirada en la canción de The Beach Boys «Wouldn't It Be Nice», guitarra acústica, glockenspiel y armonías vocales. Con «No Surprises», la banda se esforzó para reproducir la atmósfera musical de Marvin Gaye y la grabación de Louis Armstrong «What a Wonderful World» de 1968. Sus letras describen la insatisfacción con la sociedad contemporánea y el orden político. «Lucky» fue originalmente una contribución para el álbum caritativo The Help Album de la War Child en 1995, y aunque la banda consideró remezclarla en OK Computer, finalmente esta nunca se editó. La pista es comparable con la música de Pink Floyd a principios de la década de 1970, una gran influencia en Jonny Greenwood. «Lucky» habla sobre un hombre que sobrevive a un accidente aéreo en un lago y se convierte en un «superhéroe», la canción esta temáticamente relacionada con «Airbag», y Yorke ha descrito la canción en las entrevistas como «positiva», letras optimistas.
La canción que cierra el álbum, «The Tourist», fue creada por Jonny Greenwood, quien dijo que «'The Tourist' no suena como Radiohead en absoluto. Es una canción en la que no tiene por qué suceder nada cada 3 segundos. Se ha convertido en una canción con espacios.» Es una canción de ritmo lento que está escrita en un tiempo de 3/4, pero con un compás adicional al final de cada línea del verso. «The Tourist» fue elegida como la canción final del álbum, según Yorke, «porque en muchos de los álbumes, cuando se acerca el final, todo va demasiado rápido y no se puede seguir el ritmo. Fue muy obvio porque poner a 'Tourist' como la última canción. Esa canción fue escrita de mí para mí, diciendo: 'Idiota, más despacio,' Debido a que en ese momento lo necesité. De modo que la única solución que podría haber: reducir la velocidad.»

## Título y portada
Yorke explicó el significado del título: «Hicimos este viaje promocional recientemente a Japón, y el último día estábamos en una tienda de discos y un chico gritó en la parte superior, '¡OK COMPUTER!', muy, muy fuerte. Entonces él tenía a 500 personas cantando esta frase a la vez. [...] Lo tengo en una cinta. Suena increíble. Me recuerda a cuando Coca-Cola realizó I'd Like to Teach the World to Sing, qué anuncio tan sorprendente de los años 70. [...] La idea de cada raza y cada nación bebiendo este refresco [...] en realidad es una frase aterradora.» OK Computer fue también el título original del lado B del sencillo «Palo Alto», un tema que había sido considerado para incluirlo en OK Computer. Leander Kahney, de Wired, sugiere que se trata de un homenaje a los ordenadores Macintosh, como "built-in del Mac reconocimiento de voz software responde al comando 'OK Computer', como una alternativa a golpear un botón Aceptar en la pantalla ". Otros títulos que la banda consideró para el álbum fueron Ones and Zeroes, una referencia al sistema de numeración binario, y Your Home May Be at Risk If You Do Not Keep Up Payments.
La portada del álbum es un collage de imágenes y texto en el idioma internacional esperanto y en inglés de Stanley Donwood, que ha sido el autor de varios diseños de portadas de Radiohead, junto con Yorke. Parte del diseño son collages hechos a computadora, creados por Yorke. Donwood fue encargado por Yorke para trabajar en un diario visual junto con las sesiones de grabación. Yorke explicó: "Si me mostraron algún tipo de representación visual de la música, sólo entonces me siento confiado. Hasta ese momento, yo soy un poco de un torbellino." La paleta de colores es predominantemente blanco y azul, según Donwood, el resultado de "tratar de hacer algo que el color de los huesos blanqueados", utiliza dos veces en la obra, una vez en el folleto y una vez en el mismo disco compacto, es la imagen de dos palillo figuras temblorosas manos. Yorke explicó la imagen como emblema de la explotación, diciendo: "Alguien está vendiendo algo que en realidad no quieren, y alguien está siendo amable porque están tratando de vender algo. Eso es lo que significa para mí". Al explicar la obra de arte temas, dijo Yorke, "Es muy triste, y muy divertido también. Todas las obras de arte, etc... Era todo lo que yo no había dicho en las canciones".»

## Lanzamiento y promoción

### Expectativa comercial
Según Selway, «La primera vez que entregamos el disco a Capitol, su reacción inicial fue, más o menos, 'suicidio comercial'. No les gustó realmente. En ese momento, teníamos miedo. ¿Cómo será recibido?» Yorke señaló que «cuando lo enseñamos por primera vez a Capitol, estaban desconcertados. Realmente no sé por qué es tan importante ahora, pero estoy entusiasmado con eso». O'Brien dijo que solo el sello británico de la banda, Parlophone, esperaba grandes cosas de OK Computer, mientras que las compañías del resto del mundo redujeron sus estimaciones de ventas iniciales después de escuchar el disco. Capitol Records, sello de Radiohead en Estados Unidos, rebajó sus predicciones de ventas de dos millones a 500 000 copias. Los representantes de las compañías afirmaron que se sentían decepcionados por la falta de sencillos comerciales en el álbum, especialmente por la ausencia de algo parecido a «Creep».
«OK Computer no es el álbum con el que vamos a gobernar el mundo», predijo Colin Greenwood en ese momento. «No es como golpear-todo-ruidosamente-mientras-meneo-la-lengua-dentro-y-fuera, como The Bends. Hay menos del factor Van Halen».

### Campaña demarketing
Parlophone llevó a cabo una campaña publicitaria para el álbum poco ortodoxa, colocando anuncios de página completa en periódicos británicos de alto prestigio y en las estaciones de metro. La publicidad contaba con la letra de «Fitter Happier», escrita en grandes caracteres negros sobre fondo blanco. La citada letra y artwork adaptado del álbum fueron reutilizados para diseños de camisas. Yorke dijo que eligieron las letras de «Fitter Happier» para vincular lo que un crítico llamó «un conjunto coherente de preocupaciones» entre las ilustraciones del álbum y su material promocional.
Otros productos no convencionales fueron un disquete que contenía salvapantallas de Radiohead y una radio FM con forma de ordenador de sobremesa. En Estados Unidos, Capitol envió 1000 reproductores de casete a los miembros de la industria de la prensa y la música con una copia del álbum pegada en el interior. Cuando al presidente de Capitol, Gary Gersh, se le preguntó acerca de la campaña después del lanzamiento del álbum, dijo: «Nuestro trabajo es tomarlos como una banda de centroizquierda y acercarles el centro. Ese es nuestro enfoque, y no pararemos hasta que sean la banda más grande del mundo».
Radiohead eligió «Paranoid Android» como primer sencillo, a pesar de su inusual duración y la falta de un estribillo pegadizo. Colin Greenwood dijo que la canción era «difícilmente el radiable, puntero, tema comercial de Buzz Bin que [las emisoras de radio] pueden haber estado esperando», pero que Capitol apoyó la elección. La canción fue estrenada en el programa The Evening Session de BBC Radio 1 en abril de 1997 y lanzada como sencillo en mayo de 1997. Con la fuerte difusión en Radio 1 y la emisión del vídeo musical en MTV, «Paranoid Android» alcanzó el número 3 en Reino Unido, dando a Radiohead la posición más alta obtenida en su carrera.

### Rendimiento comercial
OK Computer fue lanzado en Japón el 21 de mayo, en el Reino Unido el 16 de junio, en Canadá el 17 de junio, y, finalmente, en los Estados Unidos el 1 de julio. Estaba disponible en CD, disco de vinilo doble LP, casete y Minidisc. Debutó en el número 1 en Reino Unido, donde se mantuvo durante dos semanas; permaneció en los diez primeros puestos durante semanas y se convirtió en el octavo disco más vendido del año en el país.

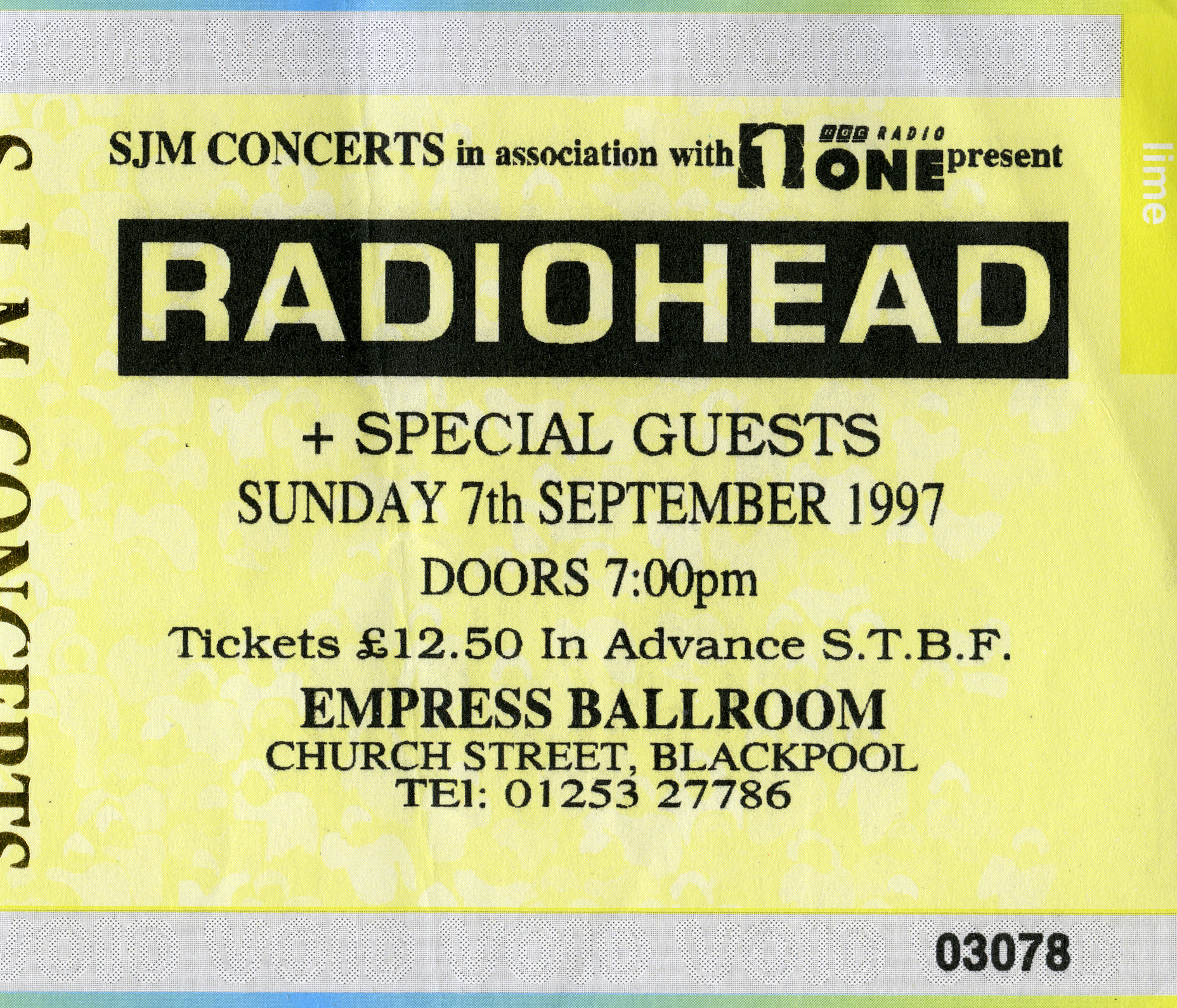
Ticket de un concierto de Radiohead en Blackpool (1997).

Para la promoción de OK Computer, Radiohead se embarcó en una gira mundial denominada Against Demons, que comenzó coincidiendo cronológicamente con el lanzamiento del álbum el 22 de mayo de 1997 en Barcelona. La gira contó con unas 104 fechas por todo el mundo, llevando a la banda por Reino Unido e Irlanda, Europa continental, América del Norte, Japón y Australasia. Concluyó el 18 de abril de 1998 en el Radio City Music Hall de Nueva York, con una presentación posterior el 14 de junio de 1998 en el Tibetan Freedom Concert de Washington D. C. También tuvo lugar la primera actuación de Radiohead como cabeza de cartel en el Festival de Glastonbury; a pesar de los problemas técnicos que casi hicieron que Yorke abandonara el escenario, la presentación fue aclamada y consolidó a Radiohead como gran banda en directo. La gira fue muy exigente para el grupo, especialmente para Yorke, quien dijo que «esa gira fue un año demasiado largo. Fui la primera persona en cansarse, y seis meses después todos en la banda lo decían. Luego, seis meses después de eso, nadie habló más».
«Karma Police» fue lanzado como sencillo en agosto de 1997 y «No Surprises» en enero de 1998. Ambos alcanzaron los diez primeros puestos del Reino Unido, y «Karma Police» llegó además al número 14 en la lista Modern Rock Tracks de Billboard. «Lucky» fue lanzado en Francia, pero no alcanzó las listas. «Let Down», considerada inicialmente como sencillo principal, llegó al número 29 en la lista de Modern Rock Tracks. La banda planeó producir un vídeo para cada canción del álbum, pero el proyecto fue abandonado debido a restricciones financieras y de tiempo. También se consideraron, pero se descartaron, los planes del grupo de trip hop Massive Attack para remezclar el álbum. Meeting People Is Easy, rockumental dirigido por Grant Gee en el que se sigue a la banda en la gira mundial de OK Computer, fue estrenado en noviembre de 1998.
En febrero de 1998, OK Computer había vendido al menos medio millón de copias en el Reino Unido y 2 millones en todo el mundo. Desde entonces, se han vendido al menos 1,4 millones de copias en los Estados Unidos, 3 millones en Europa y 4,5 millones en todo el mundo. Se ha certificado como quíntuple platino en el Reino Unido, doble platino en los EE. UU., y platino en Australia, además de las certificaciones en otros mercados.

## Recepción de la crítica
OK Computer recibió una aclamación crítica generalizada. Los críticos de la prensa británica y estadounidense coincidieron generalmente en que el álbum fue un hito y que tendría un gran impacto e importancia, y que la disposición de la banda para experimentar lo convertía en una escucha desafiante. Según Tim Footman, «Nada desde 1967, con el lanzamiento de Sgt. Pepper's Lonely Hearts Club Band, tuvo tantos grandes críticos de acuerdo de inmediato, no solo en los méritos de un álbum, sino en su significado a largo plazo, y en su capacidad para encapsular un punto particular de la historia». En la prensa inglesa, el álbum obtuvo críticas favorables en NME, Melody Maker, The Guardian, y Q. Nick Kent escribió en Mojo que «Otros pueden terminar vendiendo más, pero en 20 años apuesto que OK Computer será visto como el álbum clave de 1997, el que llevó el rock hacia adelante en lugar de renovar ingeniosamente las imágenes y las estructuras de las canciones de una época anterior». John Harris en Select escribió: «Cada palabra suena dolorosamente sincera, cada nota escupida desde el corazón, y sin embargo se arraiga firmemente en un mundo de acero, vidrio, memoria de acceso aleatorio y paranoia de piel espinosa».
El álbum fue bien recibido por los críticos en América del Norte. Rolling Stone, Spin, Pittsburgh Post-Gazette, Pitchfork y el Daily Herald publicaron reseñas positivas. En The New Yorker, Alex Ross elogió su progresividad y contrastó la toma de riesgos de Radiohead con el dadrock musicalmente conservador de sus contemporáneos Oasis. Ross escribió: «A lo largo del álbum, los contrastes de humor y estilo son extremos... Esta banda ha logrado uno de los grandes actos de equilibrio art-pop en la historia del rock».
Las reseñas para Entertainment Weekly, Chicago Tribune, y Time  fueron mixtas. Robert Christgau de The Village Voice dijo que Radiohead sumergió la voz de Yorke en «suficiente distinción marginal electrónica para alimentar a una población minera durante un mes» y para compensar por cómo de desalmadas eran las canciones, lo que resultaba en art rock «árido». En una reseña por lo demás positiva, Andy Gill escribió para The Independent: «A pesar de su ambición y determinación de abrir nuevos caminos, OK Computer no es, finalmente, tan impresionante como The Bends, que cubría gran parte del mismo tipo de nudos emocionales, pero con mejores melodías. Es fácil impresionarse, pero definitivamente difícil enamorarse, por un álbum que se deleita tan fácilmente en su propio desaliento».

### Reconocimientos
OK Computer fue nominado para los Premios Grammy como mejor álbum del año y mejor álbum de música alternativa en los 40.os Premios Grammy Anuales en 1998, ganando el segundo. También fue nominado como mejor álbum británico en los Brit Awards de 1998. El álbum fue preseleccionado para el Mercury Prize de 1997, un prestigioso premio que reconoce el mejor álbum británico o irlandés del año. El día antes de que se anunciara el ganador, los corredores de apuestas habían dado a OK Computer como favorito entre los diez nominados, pero perdió ante New Forms de Roni Size / Reprazent.
El disco apareció en numerosas listas de críticos y encuestas de oyentes para escoger el mejor álbum del año. Encabezó las encuestas de fin de año de Mojo, Vox, Entertainment Weekly, Hot Press, Muziekkrant OOR, HUMO, Eye Weekly e Inpress, y empató en el primer lugar con Homework de Daft Punk en The Face. Fue segundo en NME, Melody Maker, Rolling Stone, Village Voice, Spin y Uncut. Q y Les Inrockuptibles colocaron OK Computer en sus encuestas no enumeradas de fin de año.
El apabullante éxito del álbum abrumó a la banda; Greenwood sintió que los elogios habían sido exagerados porque The Bends había sido «posiblemente infravalorado y poco escuchado». Rechazaron los vínculos con el rock progresivo y el art rock, a pesar de las frecuentes comparaciones con The Dark Side of the Moon (1973) de Pink Floyd. Yorke respondió: «Escribimos canciones pop... no había intención de que fuera 'arte'. Es un reflejo de todas las cosas dispares que estábamos escuchando cuando lo grabamos». Sin embargo, estaba satisfecho de que los oyentes identificaran las influencias del álbum: «Lo que realmente me voló la cabeza fue el hecho de que la gente captó todas las cosas, todas las texturas y los sonidos y las atmósferas que estábamos tratando de crear».

## Legado

### Aclamación retrospectiva
OK Computer ha aparecido con frecuencia en las listas profesionales de los mejores álbumes. Varias publicaciones, incluidas NME, Melody Maker, Alternative Press, Spin, Pitchfork, Time, Metro Weekly y Slant colocaron de manera destacada a OK Computer en las listas de mejores álbumes de la década de 1990 o de todos los tiempos. En 2003, el álbum fue colocado en el puesto 162 en la lista de la revista Rolling Stone de los 500 mejores álbumes de todos los tiempos. Reseñas retrospectivas de BBC Music, The A.V. Club y Slant han recibido el álbum favorablemente; asimismo, Rolling Stone le dio al álbum cinco estrellas en la edición de 2004 de The Rolling Stone Album Guide, con el crítico Rob Sheffield indicando: «Radiohead reclamaba el terreno elevado abandonado por Nirvana, Pearl Jam, U2, R.E.M., todos; y fanáticos alrededor del mundo los amaron por esforzarse tanto en un momento en que nadie más se molestaba». Según Acclaimed Music, un sitio que usa estadísticas para representar numéricamente la recepción entre los críticos, OK Computer es el octavo álbum más famoso de todos los tiempos. También se clasifica actualmente como el álbum número 1 de la base de datos y el sitio de la comunidad Rate Your Music. En 2015, la Junta Nacional de Conservación de la Grabación de Estados Unidos seleccionó el álbum para su preservación en el Registro Nacional de Grabaciones de la Biblioteca del Congreso, que lo designa como una grabación que ha tenido un impacto cultural, histórico o estético significativo en la vida estadounidense.
El álbum ha sido citado por algunos como inmerecedor de su aclamación. En una encuesta a miles de personas realizada por BBC Radio 6 Music, OK Computer fue nombrado el sexto álbum más sobrevalorado «en el mundo». David H. Green de The Daily Telegraph llamó al álbum «queja autoindulgente» y sostiene que el consenso crítico positivo hacia OK Computer es una indicación de «una ilusión del siglo XX de que el rock es el bastión de los comentarios serios sobre la música popular» en detrimento de la música electrónica y dance. El álbum fue seleccionado para una entrada en «Sacred Cows», una columna de NME que cuestiona el estatus crítico de los «álbumes venerados», en la que Henry Yates dijo que «no hay desafío, humor negro o un resquicio de luz debajo de la cortina, solo una sensación de manso, resignado desaliento», y señaló al álbum como «el momento en que Radiohead dejó de ser 'bueno' [en comparación con The Bends] y comenzó a ser 'importante'». En un artículo de Spin sobre el «mito» de que «Radiohead no puede equivocarse», Chris Norris sostiene que la aclamación de OK Computer infló las expectativas para los siguientes lanzamientos del grupo.

### Comentario e interpretación

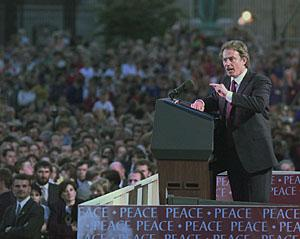
En varias entrevistas, Thom Yorke ha criticado a Tony Blair y su gobierno nuevo laborista.

OK Computer se grabó en el periodo previo a las elecciones generales del Reino Unido de 1997 y se lanzó un mes después de la victoria del gobierno nuevo laborista de Tony Blair. El álbum fue percibido por los críticos como una expresión de disidencia y escepticismo hacia el nuevo gobierno y una reacción contra el estado de ánimo nacional de optimismo. Dorian Lynskey escribió: «El 1 de mayo de 1997, los partidarios laboristas brindaron por su aplastante victoria al son de [la canción] 'Things Can Only Get Better'. Unas semanas más tarde, OK Computer apareció como el fantasma de Banquo para advertirle: No, las cosas solo pueden empeorar». Según Amy Britton, el álbum «mostró que no todo el mundo estaba listo para unirse a la fiesta, sino que explotaba otro sentimiento a través de la angustia del Reino Unido premilenario... era imposible luchar contra las grandes corporaciones, este era el mundo al que OK Computer ponía banda sonora, no a la ola de optimismo británico».
En una entrevista, Yorke dudaba de que las políticas de Blair difirieran de las dos décadas anteriores de gobierno conservador. Dijo que la reacción del público a la muerte de la princesa Diana era más significativa, como un momento en que los británicos se dieron cuenta de que «la familia real nos había tenido por las pelotas durante los últimos cien años, como lo habían hecho los medios y el estado». El disgusto de la banda con la promoción de OK Computer reforzó su política anticapitalista, que exploraría más a fondo en sus lanzamientos posteriores.
Los críticos han comparado las declaraciones de insatisfacción política de Radiohead con las de las bandas de rock anteriores. David Stubbs dijo que, donde el punk rock había sido una rebelión contra un momento de déficit y pobreza, OK Computer protestó por la «conveniencia mecanística» del superávit y los excesos contemporáneos. Alex Ross dijo que el álbum «imaginó la embestida de la Era de la Información y el abrazo de pánico de una persona joven a ella» y convirtió a la banda en «los ejemplos para cierto tipo de alienación sabia, como Talking Heads y R.E.M. habían sido antes». Jon Pareles de The New York Times encontró precedentes en el trabajo de Pink Floyd y Madness para las preocupaciones de Radiohead «sobre una cultura de insensibilidad, construcción de trabajadores dóciles y reforzada por regímenes de autoayuda y antidepresivos».
Muchos sintieron que el tono del álbum era milenario o futurista, anticipando tendencias culturales y políticas. De acuerdo con el escritor Steven Hyden de The A.V. Club en el libro electrónico Whatever Happened to Alternative Nation?, «Radiohead parecía estar adelantado, pronosticando la paranoia, la locura impulsada por los medios y la omnipresente sensación de inminente fatalidad que posteriormente caracterizará la vida cotidiana en el siglo XXI». En 1000 grabaciones para escuchar antes de morir, Tom Moon describió OK Computer como un «profético... distópico ensayo sobre las implicaciones más oscuras de la tecnología... rezumando una vaga sensación de temor, y un toque del presentimiento del Gran Hermano que guarda un gran parecido con la constante inquietud de la vida en el nivel de alerta naranja post 11-S». Chris Martin de Coldplay comentó que «sería interesante ver cómo el mundo sería diferente si Dick Cheney realmente escuchara OK Computer de Radiohead. Creo que el mundo probablemente mejoraría. Ese álbum es jodidamente brillante. Me cambió la vida, así que, ¿por qué no podría cambiar la suya?».
El álbum inspiró una obra para radio, también titulada OK Computer, que se emitió por primera vez en BBC Radio 4 en 2007. La obra, escrita por Joel Horwood, Chris Perkins, Al Smith y Chris Thorpe, interpreta las 12 pistas del álbum a través de una historia sobre un hombre que despierta en un hospital de Berlín con pérdida de memoria y regresa a Inglaterra con dudas de que la vida a la que ha regresado sea la suya.

### Influencia
El lanzamiento de OK Computer coincidió con el declive del Britpop. A través de la influencia del álbum, el dominante pop británico de guitarra se desplazó para aproximarse a un enfoque de «Radiohead paranoico pero confesional, fangoso pero pegadizo». Muchos nuevos artistas británicos adoptaron igualmente arreglos complejos y atmosféricos; por ejemplo, la banda post-Britpop Travis trabajó con Nigel Godrich para crear la textura pop lánguida de The Man Who, que se convirtió en el cuarto álbum más vendido de 1999 en Reino Unido. Parte de la prensa británica acusó a Travis de apropiarse del sonido de Radiohead. Steven Hyden de The A.V. Club expresó que para 1998, comenzando con The Man Who, «lo que Radiohead había creado en OK Computer ya había crecido mucho más que la banda», y que el álbum llegó a influir «en una ola de baladistas de rock británico que alcanzó su cenit en los 2000».
Los críticos han dicho que la popularidad de OK Computer allanó el camino para la próxima generación de bandas de rock alternativo británico, y músicos establecidos en diversos géneros han elogiado el álbum. Bloc Party y TV on the Radio dijeron que fueron influenciados formativamente por OK Computer. El álbum de debut de TV on the Radio incluso se tituló OK Calculator a modo de tributo desenfadado. Radiohead expuso la omnipresencia de las bandas que «suenan como nosotros» como un motivo para romper con el estilo de OK Computer en su siguiente álbum, Kid A.
Aunque la influencia del álbum en los músicos de rock es ampliamente reconocida, varios críticos creen que su inclinación experimental no fue adoptada de manera auténtica a gran escala. Footman dijo que las bandas Radiohead-lite (término informal inglés para nombrar a los artistas que intentan emular el sonido de Radiohead) que siguieron «habían perdido la inventiva sonora [de OK Computer], sin mencionar la sustancia lírica». David Cavanagh dijo que la mayor parte de la supuesta influencia de OK Computer probablemente provenía de las baladas de The Bends. Según Cavanagh, «los álbumes populares de la era de la informática post-OK Computer (Urban Hymns de Verve, Good Feeling de Travis, Word Gets Around de Stereophonics, Life thru a Lens de Robbie Williams) cerraron eficazmente la puerta que la genial inventiva de OK Computer había abierto». John Harris creía que esta álbum era uno de los «signos fugaces de que la música rock británica pudo haber regresado a sus tradiciones inventivas» a raíz de la desaparición del Britpop. Aunque Harris concluye que el rock británico finalmente desarrolló una «tendencia totalmente más conservadora», dijo que con OK Computer y su material posterior, Radiohead proporcionó un «toque de clarín» para llenar el vacío dejado por el Britpop.
OK Computer provocó un pequeño resurgimiento del rock progresivo y de ambiciosos álbumes conceptuales, con una nueva ola de bandas de influencia progresiva que atribuían al álbum el hecho de que su escena pudiera prosperar. Brandon Curtis de Secret Machines dijo que «canciones como 'Paranoid Android' permitieron escribir música de forma diferente, ser más experimental... OK Computer era importante porque reintrodujo una forma de componer y unas estructuras no convencionales». Steven Wilson de Porcupine Tree señaló: «No creo que la ambición sea una mala palabra. Radiohead era el caballo de Troya en ese sentido. Aquí tenemos una banda que proviene de la tradición del indie rock que se coló por debajo del radar cuando los periodistas no miraban y comenzó a hacer estos absurdamente ambiciosos y pretenciosos —y todo lo mejor con eso— discos». En 2005, Q nombró a OK Computer como el décimo mejor álbum de rock progresivo.

### Versiones
En 2006 la banda de Easy Star All-Stars lanzó el álbum Radiodread, en el que versionaba cada una de las canciones del disco en clave reggae, ska y dub. A finales de agosto de 2017, con motivo del 20.º aniversario de la publicación de OK Computer, se lanzó en España un doble vinilo titulado OK Computer Revisited, en el que 17 bandas españolas reinterpretaron los temas. El proyecto, liderado por Roberto Martínez, director del programa de radio «Bienvenido a los 90» de Radio Utopía, fue financiado a través de micromecenazgo.

## Reediciones
En 2007 Radiohead dejó EMI, compañía matriz de Parlophone, tras negociaciones fallidas. EMI retuvo los derechos de autor del catálogo del material de Radiohead grabado mientras tenían contrato con el sello. Tras un largo periodo tiempo sin ser publicado en vinilo, EMI reeditó un doble LP de OK Computer el 19 de agosto de 2008, junto con los álbumes posteriores Kid A, Amnesiac y Hail to the Thief, como parte de la serie «From the Capitol Vaults». Con casi 10 000 unidades vendidas, OK Computer se convirtió en el décimo disco de vinilo más vendido del año. La reedición se relacionó en la prensa con el aumento general en las ventas de vinilo y la apreciación cultural de los discos como formato.

### «Edición Coleccionista» de 2009
EMI volvió a lanzar OK Computer el 24 de marzo de 2009, junto con Pablo Honey y The Bends, sin la participación de Radiohead. El relanzamiento vino en dos ediciones: una «Edición Coleccionista» de 2 CD y una «Edición Especial Coleccionista» de 2 CD y 1 DVD. El primer disco es el álbum de estudio original, el segundo incluye lados B recopilados de los sencillos de OK Computer y sesiones de grabación en vivo, y el DVD contiene una colección de vídeos musicales y una actuación en directo en televisión. Todo el material de la reedición había sido publicado previamente.
O'Brien dijo que EMI no había notificado a Radiohead sobre la reedición y que era «solo una compañía que está tratando de exprimir todo el dinero perdido, no se trata de [una] declaración artística». Señaló además que los fanáticos ya tenían acceso al material extra en YouTube. La prensa expresó preocupación ante el hecho de que EMI estuviese explotando el catálogo de Radiohead. Larry Fitzmaurice de Spin acusó a EMI de planear «lanzar y volver a lanzar la discografía [de Radiohead] hasta que el efectivo deje de rodar», y Ryan Dombal de Pitchfork dijo que era «difícil ver estas reediciones como algo más que un cobro de efectivo para EMI/Capitol, una antigua compañía de medios que fue abandonada por su banda más progresista». Daniel Kreps de Rolling Stone defendió a EMI diciendo: «Si bien es fácil acusar a Capitol de ordeñar a la vaca de efectivo una vez más, estos lotes son bastante completos».
La reedición fue críticamente bien recibida, aunque la recepción fue mixta sobre el material suplementario. Las críticas en AllMusic, Uncut, Q, Rolling Stone, Paste y PopMatters elogiaron el material extra, pero con reservas. Una reseña escrita por Scott Plagenhoef para Pitchfork otorgó a la reedición una puntuación perfecta, argumentando que valía la pena comprarla para los fanáticos que aún no poseían el material difícil de conseguir. Plagenhoef dijo: «Que la banda no tenga nada que ver con esto no viene al caso: esta es la última palabra de estos discos, aunque solo sea porque la campaña de remasterización de The Beatles del 9 de septiembre es, posiblemente, el final de la era del CD». El escritor Josh Modell de The A.V. Club elogió tanto al disco extra como al DVD, y dijo sobre el álbum que era «la síntesis perfecta de los impulsos aparentemente en conflicto de Radiohead».

### Adquisición por XL yOKNOTOK 1997 2017
En abril de 2016, XL Recordings adquirió el anterior catálogo de Radiohead grabado con EMI. Las «Ediciones Coleccionista» de álbumes de Radiohead, lanzadas sin la aprobación de la banda, se eliminaron de los servicios de streaming. En mayo de 2016, XL volvió a lanzar el catálogo de Radiohead en vinilo, incluyendo OK Computer.
El 2 de mayo de 2017 Radiohead anunció una reedición especial de OK Computer, celebrando así los 20 años desde su publicación. OKNOTOK 1997 2017 incluye las canciones originales remasterizadas, además de 8 lados B y 3 canciones inéditas: «I Promise», «Man of War» (también conocida como «Big Boots») y «Lift». El álbum se lanzó en formato digital el 23 de junio, y en julio se pudo conseguir en formato CD y en una edición especial en vinilo y casete, incluyendo además dibujos, letras y apuntes de Thom Yorke acerca de las canciones. El casete de audio contenía demos y grabaciones de las sesiones de grabación de OK Computer, incluidas canciones previamente inéditas. OKNOTOK debutó en el número 1 de UK Albums Chart, impulsado por la tercera actuación de Radiohead como cabeza de cartel en el Festival de Glastonbury. Fue el álbum más vendido en tiendas de discos independientes entre abril de 2017 y abril de 2018.

### MiniDiscs [Hacked]
A principios de junio de 2019, casi 18 horas de demos, tomas descartadas y otro material grabado durante el período OK Computer se filtró en internet. Como reacción a esto, el archivo fue lanzado oficialmente por Radiohead el 11 de junio bajo el título MiniDiscs [Hacked], pudiendo ser reproducido o comprado en el sitio Bandcamp durante 18 días y yendo las ganancias al grupo de defensa del medio ambiente Extinction Rebellion. Parte del contenido ya había sido lanzado en la edición especial de OKNOTOK.

## Lista de canciones
Todas las canciones escritas y compuestas por Thom Yorke, Jonny Greenwood, Phil Selway, Ed O'Brien y Colin Greenwood. 
| N.º   | Título                        | Duración |  |
| 1.    | «Airbag»                      | 4:44     |  |
| 2.    | «Paranoid Android»            | 6:23     |  |
| 3.    | «Subterranean Homesick Alien» | 4:27     |  |
| 4.    | «Exit Music (For a Film)»     | 4:24     |  |
| 5.    | «Let Down»                    | 4:59     |  |
| 6.    | «Karma Police»                | 4:21     |  |
| 7.    | «Fitter Happier»              | 1:57     |  |
| 8.    | «Electioneering»              | 3:50     |  |
| 9.    | «Climbing Up the Walls»       | 4:45     |  |
| 10.   | «No Surprises»                | 3:48     |  |
| 11.   | «Lucky»                       | 4:19     |  |
| 12.   | «The Tourist»                 | 5:24     |  |
| 53:27 |                               |          |  |

| CD 2 («Edición Coleccionista»/«Edición Especial Coleccionista») |                                                           |          |  |
| N.º                                                             | Título                                                    | Duración |  |
| 1.                                                              | «Polyethylene (Parts 1 & 2)»                              | 4:24     |  |
| 2.                                                              | «Pearly*»                                                 | 3:37     |  |
| 3.                                                              | «A Reminder»                                              | 3:54     |  |
| 4.                                                              | «Melatonin»                                               | 2:10     |  |
| 5.                                                              | «Meeting in the Aisle»                                    | 3:10     |  |
| 6.                                                              | «Lull»                                                    | 2:29     |  |
| 7.                                                              | «Climbing Up the Walls» (Zero 7 Mix)                      | 5:19     |  |
| 8.                                                              | «Climbing Up the Walls» (Fila Brazillia Mix)              | 6:26     |  |
| 9.                                                              | «Palo Alto»                                               | 3:44     |  |
| 10.                                                             | «How I Made My Millions»                                  | 3:09     |  |
| 11.                                                             | «Airbag» (Live in Berlin)                                 | 4:49     |  |
| 12.                                                             | «Lucky» (Live in Florence)                                | 4:37     |  |
| 13.                                                             | «Climbing Up the Walls» (BBC Radio 1 Session, 28/05/97)   | 4:21     |  |
| 14.                                                             | «Exit Music (For a Film)» (BBC Radio 1 Session, 28/05/97) | 4:35     |  |
| 15.                                                             | «No Surprises» (BBC Radio 1 Session, 28/05/97)            | 3:58     |  |

| DVD («Edición Especial Coleccionista») |                                                            |          |  |
| N.º                                    | Título                                                     | Duración |  |
| 1.                                     | «Paranoid Android»                                         |          |  |
| 2.                                     | «Karma Police»                                             |          |  |
| 3.                                     | «No Surprises»                                             |          |  |
| 4.                                     | «Paranoid Android» (Later... with Jools Holland, 31/05/97) |          |  |
| 5.                                     | «No Surprises» (Later ... with Jools Holland, 31/05/97)    |          |  |
| 6.                                     | «Airbag» (Later ... with Jools Holland, 31/05/97)          |          |  |

## Personal
- Nigel Godrich – producción, mezcla, ingeniería
- Radiohead
  - Thom Yorke – voz, guitarra, piano, ordenador portátil, programación, ilustraciones
  - Jonny Greenwood – guitarra, teclados, piano, melotrón, órgano, glockenspiel, arreglos de cuerda
  - Phil Selway – batería, percusión
  - Ed O'Brien – guitarra, efectos, percusión, armonías vocales
  - Colin Greenwood – bajo eléctrico, sintetizador de bajos, percusión
- Stanley Donwood – diseño artístico
- The White Chocolate Farm – diseño artístico
- Gerard Navarro – ingeniería
- Jon Bailey – ingeniería
- Chris Scard – ingeniería
- Chris «King Fader» Blair – masterización
- Nick Ingman – conducción (orquesta de cuerda)
- Matt Bale – diseño artístico adicional

## Posición en las listas y certificaciones

### Álbum
| Lista (1997 - 2017)                | Posición más alta |
| ---------------------------------- | ----------------- |
| Alemania (Media Control Charts)    | 27                |
| Australia (ARIA)                   | 7                 |
| Austria (Ö3 Austria)               | 13                |
| Bélgica (Ultratop 50 Flandes)      | 1                 |
| Bélgica (Ultratop 40 Valonia)      | 3                 |
| Canadá (Canadian RPM Albums Chart) | 2                 |
| España (PROMUSICAE)                | 42                |
| Estados Unidos (Billboard 200)     | 21                |
| Francia (SNEP)                     | 3                 |
| Irlanda (IRMA)                     | 2                 |
| Nueva Zelanda (Recorded Music NZ)  | 1                 |
| Países Bajos (MegaCharts)          | 2                 |
| Reino Unido (UK Albums Chart)      | 1                 |
| Suecia (Sverigetopplistan)         | 3                 |
| Suiza (Schweizer Hitparade)        | 40                |

### Certificaciones
| País | Certificación | Ventas    |
| --- | ------------- | --------- |
| Argentina (CAPIF) | Platino       | 60 000x   |
| Australia (ARIA) | Platino       | 70 000^   |
| Bélgica (BEA) | 2× Platino    | 100 000   |
| Canadá | 3× Platino    | 300 000^  |
| España (PROMUSICAE) | Oro           | 50 000    |
| Estados Unidos (RIAA) | 2× Platino    | 2 560 000 |
| Francia (SNEP) | 2× Oro        | 321 500   |
| Italia (FIMI) | Platino       | 100 000   |
| Japón (RIAJ) | Oro           | 100 000   |
| Noruega (IFPI Noruega) | Oro           | 25 000    |
| Nueva Zelanda (RMNZ) | Platino       | 15 000    |
| Reino Unido (BPI) | 5× Platino    | 1 579 415 |
| Suecia (GLF) | Oro           | 40 000    |
| Suiza (IFPI Suiza) | Oro           | 25 000    |
| Resumen |               |           |
| Europa (IFPI) | 3× Platino    | 3 000 000 |
| *las cifras de ventas sobre la base de la certificación por sí sola ^cifras de envíos sobre la base de la certificación por sí sola xcifras no especificadas sobre base de la certificación por sí sola |               |           |

### Sencillos
| 1997                                 | «Paranoid Android» | 3 | —  | —  | 29 | 53 | 61 |
| 1997                                 | «Let Down»         | — | 29 | —  | —  | —  | —  |
| 1997                                 | «Karma Police»     | 8 | 14 | 32 | —  | —  | 50 |
| 1998                                 | «No Surprises»     | 4 | —  | 23 | 47 | —  | 58 |
| «—» denota que no entró en la lista. |                    |   |    |    |    |    |    |